# Michel Chasles

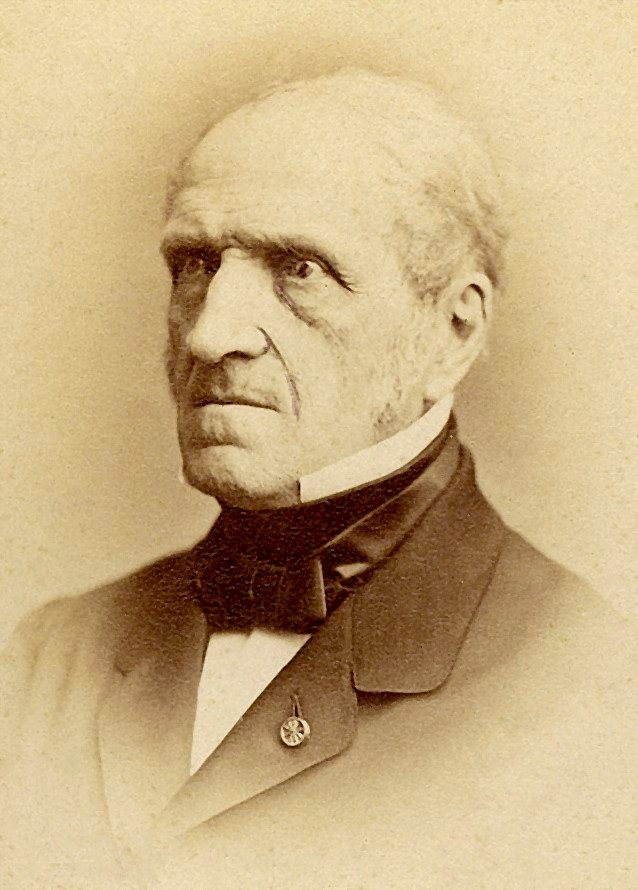
Michel Chasles

Michel Chasles (ur. 15 listopada 1793 w Épernon, zm. 18 grudnia 1880 w Paryżu) – francuski naukowiec: matematyk, fizyk i historyk nauki. Członek Francuskiej Akademii Nauk, profesor na Sorbonie i École polytechnique. Laureat Medalu Copleya (1865). Zasłynął jako geometra – zasłużył się zwłaszcza w geometrii rzutowej i syntetycznej.

## Życiorys
Od 1841 był profesorem w Paryżu, gdzie wykładał geodezję i budowę maszyn w Szkole Politechnicznej. Od 1846 pracował na Uniwersytecie w Sorbonie, wykładając geometrię tzw. "wyższą".
Chasles padł ofiarą oszustwa dokonanego przez Denisa Vrain-Lucasa, któremu zapłacił łącznie ponad 100 tysięcy franków za rzekome historyczne manuskrypty.

## Publikacje
Chasles napisał między innymi:
- 1837: Aperçu historique sur l'origine et le dèveloppement des mèthodes en gèometrie (otrzymał za nią Nagrodę Akademii Berlińskiej),
- 1852: Traitè de gèometrie supèrieure,
- 1860: Les trois livres des Porismes d'Euclide,
- 1865: Traitè des sections coniques,
- 1871: Rapport sur les progrés de la gèometrie.

Ogłosił też szereg rozpraw, poświęconych teorii przecięć krzywych stożkowych i innym gałęziom matematyki.

## Upamiętnienie

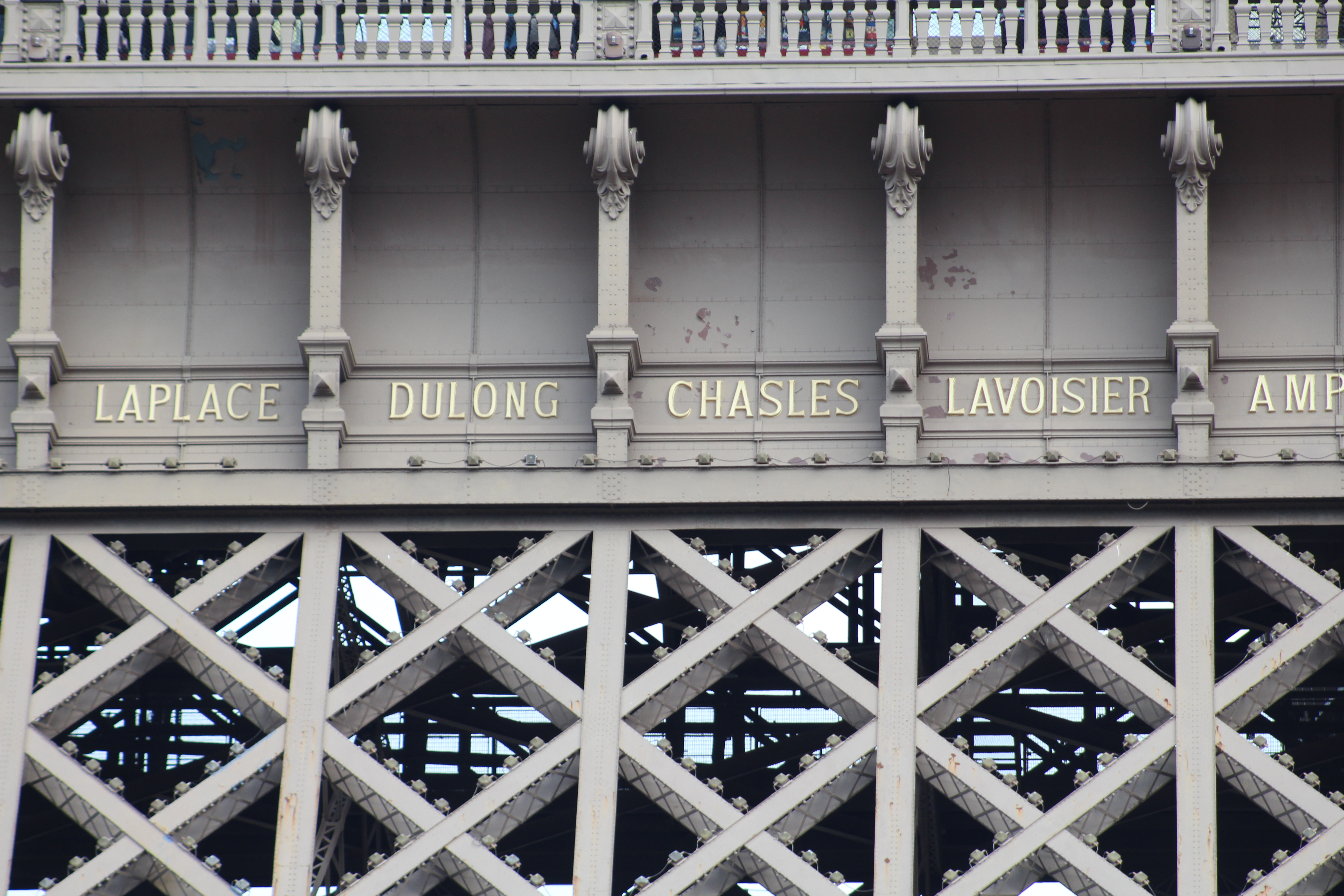
Nazwisko Chasles’a na Wieży Eiffla w Paryżu – centralnie

Jego nazwisko pojawiło się na liście 72 nazwisk na wieży Eiffla.